# Coucieiro (Vila Verde)
Coucieiro es una freguesia portuguesa del concelho de Vila Verde, con 4,21 km² de superficie y 511 habitantes (2001). Su densidad de población es de 121,4 hab/km².